# Carcha hersilialis
Carcha hersilialis är en fjärilsart som beskrevs av Walker 1859. Carcha hersilialis ingår i släktet Carcha och familjen mott. Inga underarter finns listade i Catalogue of Life.